# St. Elisabeth (Essen-Frohnhausen)

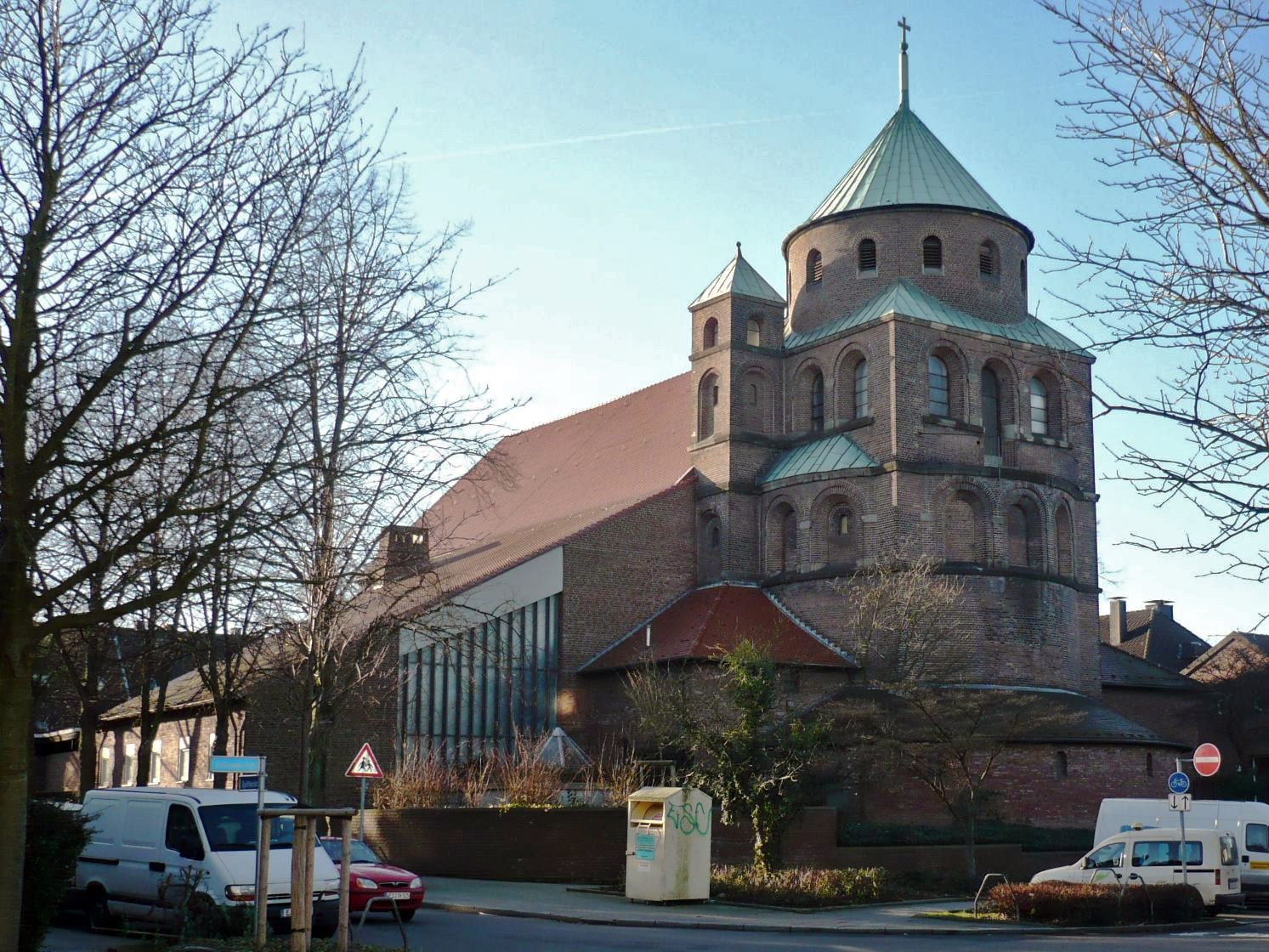
Kirche St. Elisabeth

Die Gemeindekirche St. Elisabeth befindet sich im westlichen Essener Stadtteil Frohnhausen. Sie wurde 1911 nach Plänen des Architekten Carl Moritz entworfen und nach Kriegsschäden durch den Architekten Emil Steffann verändert wieder aufgebaut. Patronin ist die Landgräfin und Heilige der katholischen Kirche, Elisabeth von Thüringen. Die Kirche beherbergt als einzige römisch-katholische Kirche in Deutschland eine Ikonostase.

## Geschichte
Durch rasant wachsende Einwohnerzahlen Essens um die Jahrhundertwende 1900, begründet durch Zuwanderung von Arbeitskräften für die kruppschen Stahlindustrie und den Steinkohlenbergbau, wurde mit der St.-Elisabeth-Kirche eine weitere katholische Kirche im Essener Westen benötigt. Der Vorstand der St.-Antonius-Gemeinde suchte schon 1906 nach einem Grundstück. So folgte am 17. März 1910 der erste Spatenstich am heutigen Standort. Die St.-Elisabeth-Kirche wurde nach den Plänen des Kölner Architekten Carl Moritz errichtet. Am 5. Juni 1911 segnete Dekan Franz Rudolf Bornewasser die Kirche. In diesem Jahr fand auch die erste Heilige Messe in der St.-Elisabeth-Kirche statt. Die Konsekration folgte dann am 15. November 1914 durch den Kölner Weihbischof Peter Joseph Lausberg, nachdem St. Elisabeth Pfarrgemeinde geworden war.
Im Zweiten Weltkrieg, nach ersten Bombentreffern 1943, wurden 1944 große Teile der Kirche und des Pfarrhauses zerstört.
Nachdem man sich mehrere Jahre notdürftig mit Brettern und Blechen beholfen hatte, konnte die St.-Elisabeth-Kirche in den Jahren 1957 bis 1959 auf verändertem Grundriss wieder aufgebaut werden, wobei Turm und Chor erhalten blieben. Dies geschah unter der Leitung der Architekten Emil Steffann und Nikolaus Rosiny.

### Gemeinde
Mit dem Bau der Kirche 1911 konstituierte sich unter der Leitung von Pfarr-Rektor Johannes Dollendorf, der vorher Kaplan an St. Antonius war, die Gemeinde, die 1913 zur Pfarrei erhoben wurde, mit Dollendorf als Pfarrer. Seit April 2008 ist St. Elisabeth als Gemeinde ein Teil der neuen Großpfarrei St. Antonius.

#### Leitende Geistliche
- 1911–1950: Pfarrer Johannes Dollendorf; Im Dezember 1957 wurde der Teil der Kerkhoffstraße, der an der Kirche vorbeiführt, nach ihm benannt.[2]
- 1950–1967: Pfarrer Paul Heinrichs
- 1967–1975: Pfarrer Klaus Malangré
- 1975–1996: Pfarrer Norbert Dziekan
- 1996–2001: Pfarrer Klaus Kohl
- 2001–2008: Pfarrer Bernhard Alshut

Die Gemeinde wurde im Rahmen der Neuordnung im Bistum Essen Teil der Pfarrei St. Antonius. Vor Ort waren dann die folgenden Geistlichen schwerpunktmäßig tätig:
- 2008–2014: Pastor Bernhard Alshut
- 2014–2017: Pastor Enzio Grunert
- 2017–2023: Diakon Ludger Höller

Seit 2023 ist kein Hauptamtlicher mehr für die schwerpunktmäßige Arbeit vor Ort ernannt. Die Koordination der gemeindlichen Aktivitäten erfolgt seitdem zunehmend ehrenamtlich.

## Ausstattung der heutigen Kirche

### Ikonostase
Pfarrer Paul Heinrichs (Pfarrer 1950–1967), der sich um russische Kriegsgefangene kümmerte und sich dem Orthodoxen näherte, wollte dies in Frohnhausen weiter pflegen. So besitzt die St.-Elisabeth-Kirche seit 1964 als einzige römisch-katholische Kirche in Deutschland eine Ikonostase, eine über und neben dem Altarraum installierte Bilderwand mit russisch-orthodoxen Motiven in der Tradition der ostkirchlichen Liturgie. Damit bildet die St.-Elisabeth-Kirche eine Ökumene und erinnert damit an die Spaltung der Kirche in die orthodoxe und die römisch-katholische Kirche im Jahre 1054. Dabei trennt, wie in einem orthodoxen Gotteshaus üblich, eine Gitterwand, geschaffen von Fritz Kühn, den Vorraum vom Kirchenraum. Die Ikonen wurden von dem Exilrussen Alexej A. Swaljew schon in den Jahren 1960 bis 1962 gestaltet, wobei die zwölf Ikonen in den oberen Reihen die Festtage des Jahres in der Reihenfolge des Kirchenjahres darstellen, also Mariä Geburt, Kreuzerhebung, Christi Geburt, Taufe des Herrn, Darstellung des Herrn, Mariä Verkündigung, Einzug in Jerusalem, Auferstehung Christi, Himmelfahrt, Pfingsten, Verklärung des Herrn und das Entschlafen Mariens. Auf der linken Altarseite zeigen die fünf unteren Ikonen Jesus Christus, den Evangelisten Markus, den Evangelisten Johannes, Johannes den Täufer und Gregor den Großen, und auf der rechten Altarseite Johannes von Damaskus, Elisabeth von Thüringen, den Evangelisten Matthäus, den Evangelisten Lukas, und das Bild Mariens.

### Orgel
Die Orgel befindet sich in einem Seitenschiff über der Werktagskirche. 1964 erhielt die St.-Elisabeth-Kirche ihre heutige Orgel aus der Orgelwerkstatt Karl Schuke in Berlin. Dabei wurde das Orgelgehäuse von Ernst Bittcher entworfen. Mit 42 Registern besitzt die Orgel 3328 Pfeifen. Der Zimbelstern und die Spanische Trompete bilden dabei eine Besonderheit.
| I Rückpositiv C- |       |
| Quintadena       | 8’    |
| Spillpfeife      | 4’    |
| Hohlpfeife       | 2’    |
| Sifflöte         | 1’    |
| Sesquialtera II  | 1 ⁄3′ |
| Principal        | 4’    |
| Mixtur V         |       |
| Terzcymbel III   |       |
| Dulcian          | 16’   |
| Trichterregal    | 8’    |
| Tremulant        |       |

| II Hauptwerk C– |       |
| Bourdon         | 16’   |
| Gemshorn        | 8’    |
| Gedackt         | 4’    |
| Rauschpfeife    | 2 ⁄3′ |
| Sifflöte        | 1’    |
| Principal       | 8’    |
| Oktave          | 4’    |
| Mixtur V-VI     |       |
| Trompete        | 16’   |
| Trompete        | 8’    |
| horizontal:     |       |
| Trompete        | 4’    |

| III Brustwerk C– |        |
| Holzgedackt      | 8’     |
| Spitzgedackt     | 4’     |
| Principal        | 2’     |
| Scharff III-V    |        |
| Terz             | 1 3⁄5′ |
| Quinte           | 1 ⁄3′  |
| Sept-Quart II    | 1 ⁄7′  |
| Musette          | 16’    |
| Krummhorn        | 8’     |
| Tremulant        |        |

| Pedal C–         |        |
| Subbaß           | 16’    |
| Trichtergedackt  | 8’     |
| Hohlflöte        | 4’     |
| Rohrpommer       | 2’     |
| Sesquialtera III | 5 1⁄3′ |
| Principal        | 16’    |
| Oktave           | 8’     |
| Hintersatz IV    | 4’     |
| Mixtur III       |        |
| Trompete         | 8’     |
| Schalmei         | 4’     |

- Koppeln: I/II, III/I, III/II, I/P, II/P, III/P

### Altarkreuz
Das Altarkreuz aus Ebenholz, neben dem aus weißem Marmor bestehenden Altar, stammt aus der im Krieg weitgehend zerstörten alten Kirche. Es stellt den Herrn aufrecht mit einer Königskrone dar und steht auf einem als Ständer dienenden Berg, unter dem vier Drachen zu sehen sind. Der Ursprung des Kreuzes ist nicht bekannt. 1919 wurde es aus der Kirche entwendet und später schwer beschädigt von spielenden Kindern wiedergefunden. In der heutigen Nachkriegskirche wurde das Altarkreuz erst 1981 wieder aufgestellt.

### Fenster
Die großen Fenster unter dem Dach des Hauptschiffs der Kirche stammen von Wilhelm Teuwen. Das östliche Fenster unterscheidet sich von den anderen darin, dass es ein Ei als Zeichen der Auferstehung zeigt.
Die zwölf kleinen, farbig verglasten Fenster, im Kirchenraum verteilt und jedes anders gestaltet, wurden von Ludwig Schaffrath geschaffen.

### Krypta
Die Kirche erhielt beim Wiederaufbau nach dem Krieg einen kleinen Kryptaraum. Dieser wurde 1991 durch den Architekten Franz Wortmann zu einer neuen Krypta ausgebaut. Die komplette Ausstattung der Krypta stammt vom Künstler Ernst Rasche.

### Glocken
In den Jahren 1884 und 1891 goss die Glockengießerei Otto in Bremen-Hemelingen für St. Antonius drei Bronzeglocken mit dem Motiv te deum:
| Gussjahr | Schlagton | Durchmesser | Gewicht | Stifter                      | Patron              |
| -------- | --------- | ----------- | ------- | ---------------------------- | ------------------- |
| 1891     | f′        | 1120 mm     | 850 kg  | Pfarrrektor Albert Fingerhut | hl. Albertus Magnus |
| 1884     | as′       | 900 mm      | 407 kg  |                              |                     |
| 1884     | b′        | 800 mm      | 270 kg  |                              |                     |

Nachdem 1972 der verbliebene Kirchturm von St. Antonius niedergelegt werden musste, kamen die Glocken 1974 leihweise in den Turm der St.-Elisabeth-Kirche, von wo sie weiterhin erklingen. Es handelt sich um das älteste noch komplett erhaltene Geläut dieser Gießerei.
Im Jahr 1975 wurde das Geläut durch eine des″-Glocke (190 kg, 700 mm) der Gießerei Petit & Gebr. Edelbrock erweitert, die der Pfarrpatronin Elisabeth geweiht wurde.

### Weitere Ausstattung
Ernst Rasche schuf 1986 zum 75-jährigen Kirchenbestehen die Taufkapelle mit dem Taufbrunnen aus griechischem Marmor. Des Weiteren schuf er den Tabernakel, den bronzenen Osterleuchter aus dem Jahr 1986, das Consignatorium als Aufbewahrungsstätte für die heiligen Öle sowie den bronzenen Aufbewahrungsort der Bibel aus dem Jahr 1987. Schließlich entwarf Ernst Rasche 1975 auch die Innenraumgestaltung der Werktagskirche, die sich im östlichen Seitenschiff befindet.
Steinmetzarbeiten wurden von Konrad Rasche und Schmiedearbeiten von Josef Butenberg ausgeführt.

## Friedhof
Der Friedhof an der St.-Elisabeth-Kirche beherbergt Priestergräber. Die Eisengitter als Eingangstore zum Friedhof tragen die Inschrift Der Tod ist das Tor zum Leben. Der von Ernst Rasche gestaltete Friedhof wurde 1994 errichtet und am 40. Todestag des ersten Pfarrers der alten St.-Elisabeth-Kirche, Johannes Dollendorf, am 3. November 1994 gesegnet. Nach Umbettung vom Margaretenfriedhof fand er hier seine letzte Ruhestätte. Das zweite Grab ist das des Pfarrers Paul Heinrichs. Beide Gedenktafeln auf dem Friedhof waren zuvor im Vorraum der ehemaligen Krypta aufbewahrt worden.
Zwei jüngere Gräber liegen gegenüber dem einzigen Friedhofsweg. Hier sind der Pastor Norbert Dziekan und der Oberstudienrat des Alfred-Krupp-Gymnasiums, Willi Regelsky, auch 22 Jahre lang Präses der Kolpingfamilie, beigesetzt.
Ein von Ernst Rasche entworfenes Rondell bezeichnet die Mitte des kleinen Friedhofs. Es befindet sich auf dem alten Grabstein von Pfarrer Dollendorf auf dem Margaretenfriedhof, der so als Fundament fungiert.

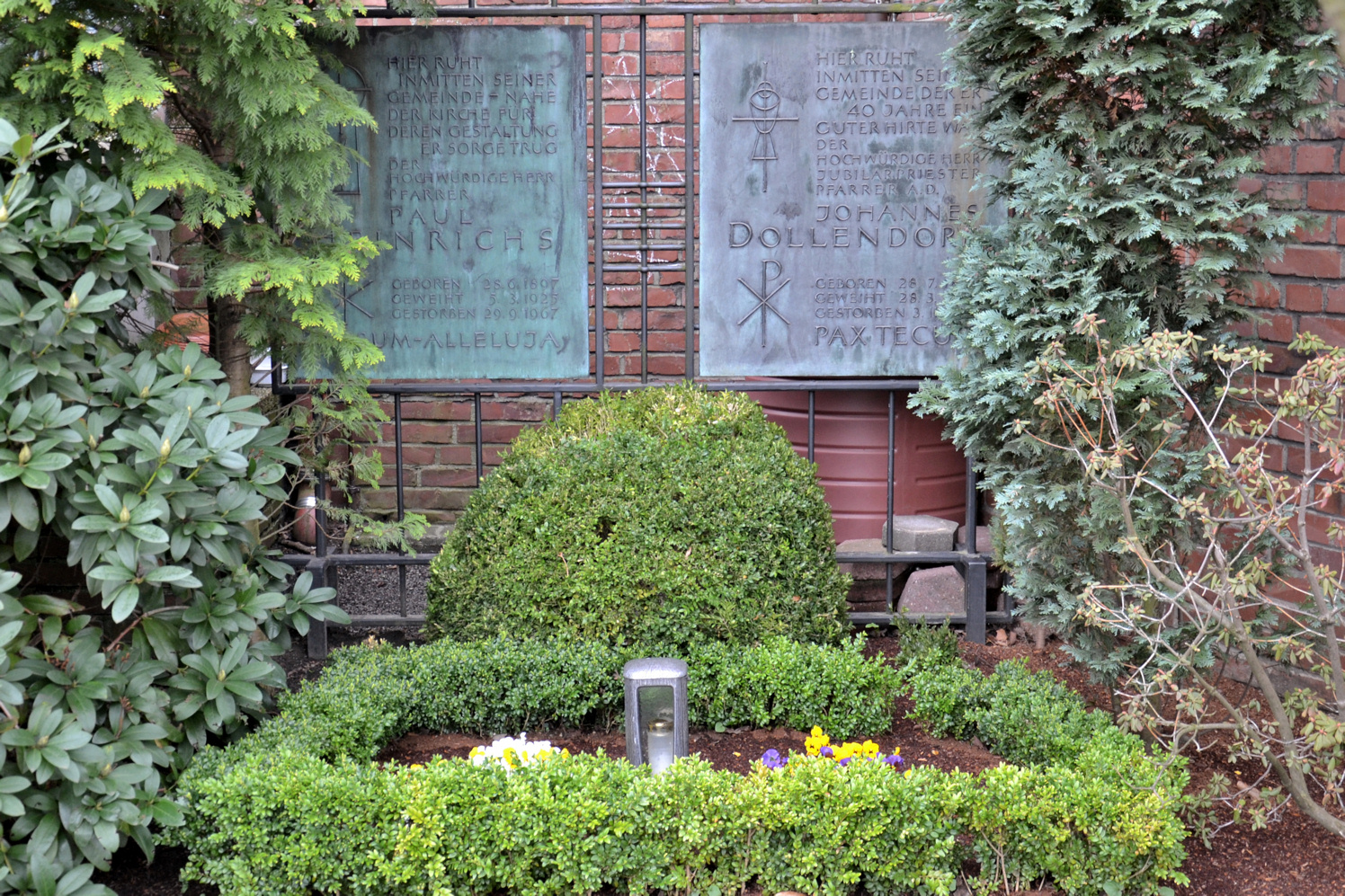
Gräber Johannes Dollendorf, Paul Heinrichs
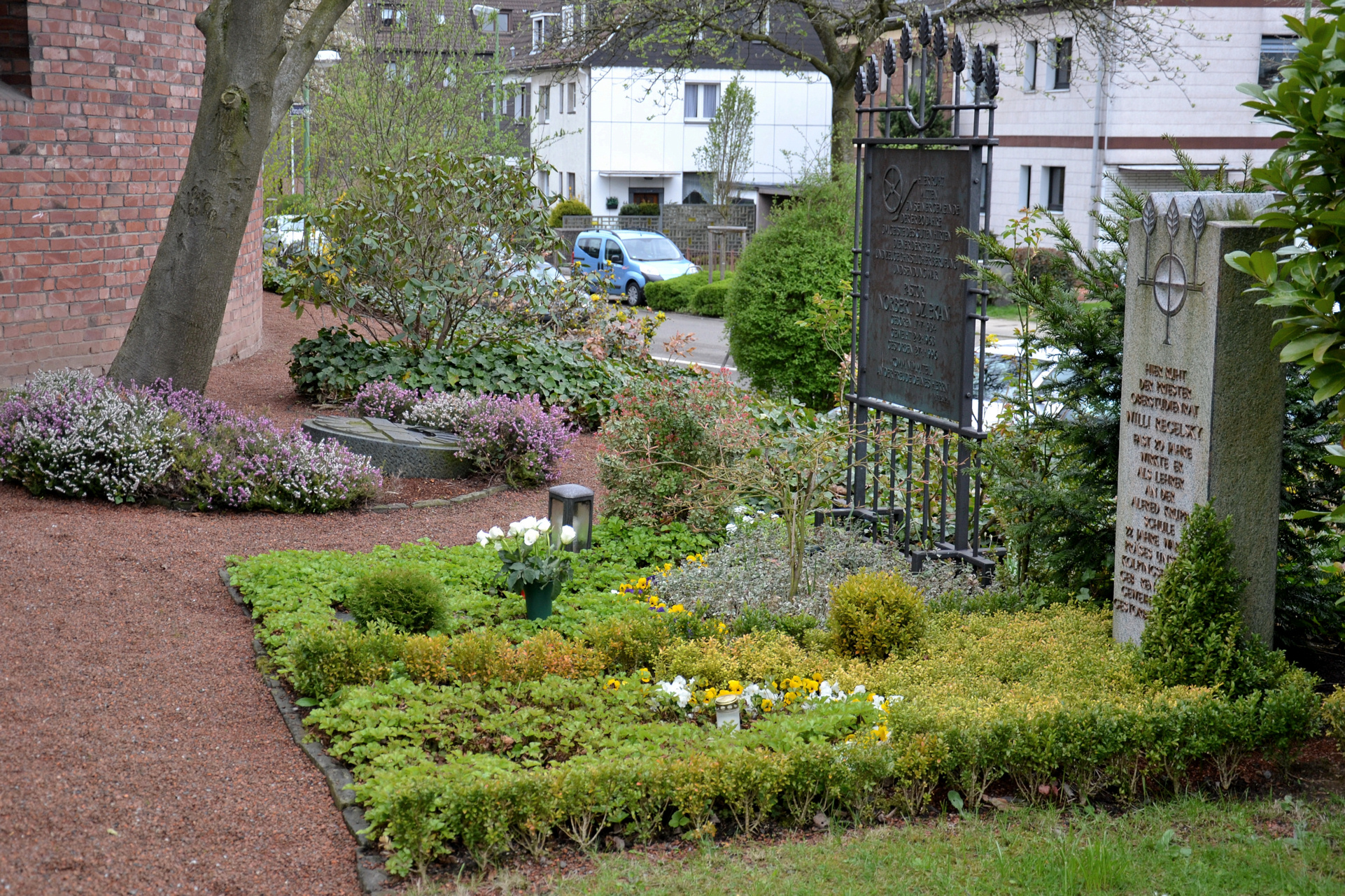
Gräber Norbert Dziekan, Willi Regelsky